# زغبة السافانا الكبيرة
زغبة السافانا الكبيرة أو زغبة صغيرة الأذن (الاسم العلمي: Graphiurus microtis) (بالإنجليزية: Large Savanna African Dormouse)‏ هو نوع من الثدييات يتبع جنس الزغبة الأفريقية من فصيلة الزغبات.